# Asociación Internacional de Transporte Aéreo
La Asociación Internacional de Transporte Aéreo (del inglés: International Air Transport Association o IATA) surge en La Haya, Países Bajos en el año 1919 y fue fundada por 57 miembros de 31 naciones, en su mayoría de Europa y Norteamérica. Luego de varios años de transición fue relanzada para América y el mundo en la Convención de Chicago de 1944 el 7 de diciembre y finalmente fue modificada un año después en octubre de 1945 en La Habana, Cuba. En la actualidad, incluye unas 317 aerolíneas en 120 países.
IATA es el instrumento para la cooperación entre aerolíneas, promoviendo la seguridad, fiabilidad, confianza y economía en el transporte aéreo en beneficio económico de sus accionistas privados. Puede pertenecer a la IATA cualquier compañía aérea que tenga la posibilidad de operar un servicio aéreo internacional regular o no regular, y que se mantenga registrado en IOSA (IATA Operational Safety Audit). Las empresas que operen solamente vuelos nacionales pueden participar como miembros asociados con voz pero sin voto.
IATA mantiene su condición de organismo clave en la definición de normas operativas globales, incluyendo auditorías de seguridad (IOSA), códigos de aerolíneas y estándares ambientales, mientras continúa su compromiso con programas como FlyNetZero para alcanzar la neutralidad de carbono en el transporte aéreo antes de 2050

## Antecedentes
La IATA fue formada en abril de 1945 en La Habana, Cuba. Es el sucesor de la Asociación Internacional de Tráfico Aéreo, que, a su vez, fue formada en 1919 en La Haya, Países Bajos. En su fundación, la IATA agrupaba 57 aerolíneas de 31 países, principalmente europeas y norteamericanas. Gran parte de los primeros trabajos de la IATA fueron técnicos y proporcionaron aportes a la recién creada Organización de Aviación Civil Internacional (OACI), que fueron reflejados en los anexos de la Convención de Chicago, el tratado internacional que aún rige la navegación del transporte aéreo internacional.
La Convención de Chicago no pudo resolver la cuestión de quién vuela donde, sin embargo, esto ha dado lugar a miles de acuerdos bilaterales de transporte aéreo existentes en la actualidad. El estándar de referencia para los primeros acuerdos bilaterales fue el Acuerdo de Bermudas, entre Estados Unidos y Reino Unido, de 1946.
La aviación creció rápidamente durante la segunda mitad del siglo XX y el trabajo de la IATA se vio multiplicado, expandiéndose en gran medida.

## Prioridades

### Seguridad y fiabilidad
La seguridad es la prioridad número uno para la IATA. El principal instrumento para la seguridad es la IATA Operational Safety Audit (IOSA). La IOSA también ha sido dirigida a nivel estatal por varios países. En 2012, la aviación registró el año más seguro de su historia. La tasa global de accidentes de aviones construidos en Occidente (medida en las pérdidas de casco por millón de vuelos de aviones construidos en Occidente) fue de 0,20,  a un accidente cada 5 millones de vuelos.
Las futuras mejoras se basarán en el intercambio de datos con una base de datos alimentada por una multitud de fuentes y alojada por el Centro Mundial de Información de Seguridad. En junio de 2014 la IATA estableció un panel especial para estudiar medidas para el seguimiento de aeronaves en vuelo en tiempo real. Esta decisión se tomó como consecuencia de la desaparición sin rastro del vuelo 370 de Malaysia Airlines el 8 de marzo de 2014.

### Seguridad y protección
La protección frente a posibles ataques, tanto en aeropuertos como en aeronaves en vuelo, se ha vuelto cada vez más importante después de los atentados del 11 de septiembre de 2001. Siguiendo una serie de normas no coordinadas por diferentes países, la industria ha desarrollado un Checkpoint of the Future, que se basa en la evaluación del riesgo y la diferenciación de pasajeros.

### Medio ambiente
Los miembros de la IATA y todos los interesados de la industria aeronáutica han acordado tres objetivos ambientales secuenciales:
1. Una mejora media en la eficiencia de combustible del 1,5% anual entre 2009 y 2020.
2. Un tope en las emisiones netas de carbono de la aviación a partir de 2020 (crecimiento neutral en carbono).
3. Una reducción del 50% en las emisiones netas de carbono de la aviación para 2050 con respecto a los niveles de 2005.

En la 69.ª reunión general anual de la IATA en Ciudad del Cabo, Sudáfrica, los miembros respaldaron abrumadoramente una resolución sobre "Implementación de la Estrategia de Crecimiento del Carbono-Neutral de la Aviación (CNG2020)". La resolución proporciona a los gobiernos un conjunto de principios sobre cómo los gobiernos podrían:
- Establecer procedimientos para una medida basada en el mercado único (MBM).
- Integrar un solo MBM como parte de un paquete de medidas para lograr el CNG2020.

Las aerolíneas miembro de la IATA acordaron que un único esquema obligatorio de compensación de carbono sería la opción más simple y más eficaz para un MBM.
Los socios estratégicos de la IATA son proveedores de soluciones de aviación que, a través de su trabajo con varios grupos de trabajo de la IATA, ayudan a crear y mantener relaciones con los principales interesados de la industria, trabajando con la IATA en su labor de servir al sector del transporte aéreo.

## Misión de la IATA

### Representar
IATA representa 290 aerolíneas que se traducen en 95% de la oferta internacional regular de pasaje, medida en asientos-kilómetro ofrecidos, equivalentes al 82% del total mundial de tráfico aéreo (pasaje y carga).

### Liderar
La IATA busca ayudar a las líneas aéreas simplificando los procesos e incrementando la conveniencia del flujo financiero de sus ingresos mientras reduce costos y aumenta la eficiencia.

### Servir
IATA asegura a las personas el movimiento alrededor del globo con su red de aerolíneas, además provee soporte profesional esencial y una gama de productos y servicios expertos, como publicaciones, entrenamiento y consultas.
La IATA ofrece beneficios a todas las partes involucradas en el comercio aéreo.
1. Para los consumidores, IATA simplifica los procesos de viaje y transporte, mientras mantiene los costos bajos.
2. IATA permite que las aerolíneas operen de manera segura, eficiente y económica, bajo reglas definidas.
3. IATA sirve de intermediario entre el pasajero, los agentes de carga y las aerolíneas.
4. Una amplia red de industrias suplidoras y proveedores de servicios ven en IATA un proveedor sólido en una variedad de soluciones industriales.
5. Para los gobiernos, IATA busca asegurar que puedan estar bien informados de las complejidades de la industria de la aviación.

## Organización
La sede central de la organización está en Montreal y dispone de una segunda oficina permanente en Ginebra. Además hay oficinas regionales en Amán, Pekín, Johannesburgo, Madrid, Miami, Moscú, Singapur y Washington y 63 oficinas locales distribuidas en 60 países. 
La autoridad suprema de la IATA la ejerce la Asamblea General formada por representantes de todos los miembros activos que deciden por mayoría sobre la base de un voto por compañía. La Junta General se celebra una vez al año y entre otras cosas se elige el presidente de la IATA de entre los representantes de las compañías aéreas.
El Comité de Gobierno es el órgano ejecutivo y está compuesto por 30 miembros elegidos por la Asamblea General. Normalmente son los representantes de las compañías aéreas con mayor volumen de tráfico en su zona geográfica.

### Conferencias de Tráfico
IATA divide al mundo en tres áreas o conferencias de tráfico (TC)
Área 1 o TC1 América + Hawái
Área 2 o TC2 Europa, África y Medio Oriente
Área 3 o TC3 Asia y Australia
Cada área se subdivide en subáreas que, dependiendo del itinerario, tendrán como integrantes diferentes países; por ejemplo, si el viaje es dentro del Área 1, las subáreas serán América del Norte, América Central, Caribe/Antillas y América del Sur, pero si el viaje es entre el Área 1 y el Área 2, entonces las subáreas de América serán Atlántico Norte, Atlántico Medio y Atlántico Sur. Para determinar los países integrantes de cada subárea no solo se tienen en cuenta aspectos geográficos sino también aspectos económicos y aspectos culturales.
Para determinar las tarifas a aplicar, se emplean los códigos de indicador global (GI) dependiendo la ruta que siga el itinerario del pasajero. Algunos de ellos son:
AT ruta vía Transatlántico entre TC1 y TC2
PA ruta vía Transpacífico entre TC1 y TC3
AP ruta vía Transtlántico y además Transpacífico entre TC2 y TC3, vía TC1
PO ruta vía Transpolar entre TC1 y TC2 vía Polo Norte
SP ruta vía Transpolar entre TC1 y TC2 vía Polo Sur
EH ruta completamente en TC2 o completamente en TC3 o entre TC2 y TC3
TS ruta vía Transiberiana entre TC2 y TC3
WH ruta completamente dentro de TC1

## Actividades

### Cámara de Compensación CASS
Cargo Account Settlement Systems (CASS) es la Cámara de Compensación establecida por IATA para simplificar la facturación y  pago entre aerolíneas y transitarios o agencias de viajes. Comenzó a funcionar en 1947 y depende del Comité de Finanzas. Es un mecanismo que permite la liquidación de los cargos inter compañías sin necesidad de un movimiento físico de grandes sumas. Tiene sede en Ginebra y reglamento propio, reportando directamente al director general de IATA.
La Cámara de Compensación liquida mensualmente en la moneda elegida por la compañía aérea (dólares americanos, euros o libras esterlinas) a través del tipo de cambio IATA de ese mes, procediendo a una liquidación especial si la moneda nacional de la compañía en cuestión hubiese oscilado más de un 10% respecto a la elegida como referencia.

### Plan de liquidación bancaria (BSP Bank Settlement Plan)
Permite liquidaciones bancarias de billetes y pasaje entre agencias y compañías aéreas de un mismo país o países próximos.

### Sistema de búsqueda de equipajes BAGTRAC
Coordina la recuperación de equipajes perdidos a través de un centro de datos común situado en Atlanta, habiéndose aprobado el formato de una tarjeta común de identificación.

### Auditoría de Seguridad Operacional de IATA (IOSA)
Es un sistema de auditorías de seguridad operativa reconocida por OACI que pretende homogeneizar los niveles de seguridad en todas las líneas aéreas. Desde el año 2010 es un requisito para ser miembro de IATA.

### Simplificación de los trámites
Es un programa que pretende simplificar los trámites necesarios para el viaje aéreo. En junio de 2008 se finalizó con éxito la eliminación del billete de papel en favor del billete electrónico.
El programa también incluye la instalación de puntos de facturación automática comunes (CUSS), mejoras en el manejo de equipajes (BIP), que incluyen iniciativas tecnológicas como la identificación de equipajes por radio frecuencia (RFBI), la sustitución de tarjetas de embarque magnéticas por otras basadas en códigos de barras (BCBP), eliminación de la carta de porte aéreo, reemplazándola por un documento electrónico (IATA e.Freight) y el Fast Travel Programme que intenta hacer lo posible para que el viajero autogestione sus trámites del embarque.

## Código IATA
El código de aeropuertos de IATA es un código de tres letras que designa a cada aeropuerto en el mundo. Estos códigos son decididos por la Asociación Internacional de Transporte Aéreo (International Air Transport Association) IATA. Los códigos no son únicos: 323 de los aproximadamente 20 000 códigos son usados por más de un aeropuerto. Las letras mostradas claramente en las etiquetas de equipaje usadas en las mesas de embarque de los aeropuertos son una muestra del uso de estos códigos.
BOG=Bogotá.

## Miembros de IATA
De 57 miembros fundadores en 1945, IATA ahora representa a 293 aerolíneas en 120 países. Con un 82% del tráfico aéreo mundial, los miembros de la IATA incluyen a las principales aerolíneas de pasajeros y carga del mundo.
La membresía de IATA está abierta a las aerolíneas que operan servicios aéreos regulares y no regulares que mantienen un registro de Auditoría de Seguridad Operacional (IOSA) de IATA.